# دونگ‌نینگ
دونگنینگ (به چینی: 东宁市) یک شهر (در سطح شهرستان) در چین است که در تابعیت شهر مودان‌جیانگ (شهر در سطح ولایت)، استان هئی‌لونگ‌جیانگ واقع شده‌است.
شهرستان دونگ‌نینگ در دسامبر سال ۲۰۱۵ میلادی به «شهر در سطح شهرستان» ارتقاء یافت.
شهر دونگ‌نینگ در همسایگی سرزمین پریمورسکی، روسیه قرار دارد. شهر سوی‌فن‌هه، واحد تقسیماتی کوچکی می‌باشد مجزا از دونگ‌نینگ، و از سه طرف محاط با دونگ‌نینگ می‌باشد. از سمت چهارم، سوی‌فن‌هه هم‌مرز با روسیه است. گذرگاه مرزی اصلی بین چین و سرزمین پریمورسکی (بسوی ولادی‌وستوک) در شهر سوی‌فن‌هه قرار دارد. اما در مجاورت شهرک دونگ‌نینگ، تابع این «شهر در سطح شهرستان» گذرگاه مرزی فرعی دیگری بین دو کشور چین و روسیه وجود دارد.

## تقسیمات اداری
شهر دونگ‌نینگ به ۶ شهرک تابعه تقسیم شده است. یک «میدان» هم‌سطح قصبه نیز تابع این شهرستان می‌باشند.
- شهرک دادوچوان (大肚川镇، Dàdùchuān zhèn)
- شهرک داوهه (道河镇، Dàohé zhèn)
- شهرک دونگ‌نینگ (东宁镇، Dōngníng zhèn)
- شهرک سان‌چاکوو (三岔口镇، Sānchàkǒu zhèn)
- شهرک سوی‌یانگ (绥阳镇، Suíyáng zhèn)
- شهرک لاوهئی‌شان (老黑山镇، Lǎohēishān zhèn)

- اداره جنگل‌داری سوی‌يانگ (绥阳林业局، Suíyáng línyèjú)